# Meurtres à Collioure
Pour plus de détails, voir Fiche technique et Distribution.
Meurtres à Collioure est un téléfilm français réalisé par Bruno Garcia en 2015.
Il s'agit du premier épisode de la saison 3 de la Collection Meurtres à.
Il fait partie des 10 épisodes phares sélectionnés par la RTBF pour célébrer les 10 ans de la collection et diffusés pendant 6 mois sur Auvio.

## Synopsis
Le corps d'une femme, visiblement assassinée est découvert dans un tonneau sur une route qui mène à Collioure. Les soupçons des deux enquêteurs de gendarmerie se portent tout d'abord sur le mari de la victime, un peintre de Collioure violent et jaloux, mais l'affaire s'avère nettement plus complexe,.

## Fiche technique
- Titre : Meurtres à Collioure
- Réalisation : Bruno Garcia
- Scénario : Lionel Pasquier, Frédéric Faurt
- Photographie : Samuel Dravet
- Montage : Alexandre Landreau
- Musique : Axelle Renoir
- Production : Mathilde Muffang
- Sociétés de production : La Boîte à images, France Télévisions
- Genre : thriller
- Durée : 90 minutes
- Date de première diffusion :
  - France : 3 octobre 2015 sur France 3

## Distribution
- Helena Noguerra : Alice Castel
- Stéphane Freiss : Pascal Loubet
- Michel Robin : Fernand Sarda
- Christine Murillo : Christine Sarda
- Arnaud Bedouët : Pierre Castaldi
- Olivier Cabassut : commandant Grasset
- Romane Portail : Victoria
- Maria Verdi : Maria Sanchez

## Tournage
Le tournage a eu lieu dans les Pyrénées-Orientales, à Argelès-sur-Mer, Collioure, Perpignan, Port-Vendres et Sorède,.

## Audience
- France : 4,35 millions de téléspectateurs (première diffusion) (19,3 % de part d'audience)